# Ениджевардарска гръцка община
Ениджевардарската гръцка община (на гръцки: Ελληνική Κοινότητα Γιαννιτσών) е гражданско-църковно сдружение на православните гърци (гъркомани) в Енидже Вардар, Османската империя, съществувало до 1913 година, когато е закрито от новите гръцки власти.

## История
Ръководители на гръцката община са Георгиос Трифон, Григориос Дидаскалу, Василиос Стаменитис (1887-1889), Нанос Димитриу, Христос Трайо, Янос Тано, Димитриос Пападопулос (1895-1896), Христос Тр. Галтос, Хадзиатанасиу Хадзисуку, Атанасиос Г. Лепидас, Димитър Каяфов (1896-1897), лекаря Н. Стефану, Атанас Икономов, Атанасиос Г. Лепидас, Хадзиатанасиу Хадзисуку (1897-1898), Н. Стефану, лекарят Емануил Бошко, Атанас Икономов, Атанасиос Г. Лепидас, Хадзиатанасиу Хадзисуку (1899-1900), Христос Тр. Бошко, Христо Хаджидимитров, Георгиос Хадзигеоргиу, Дионис Икономов, Йоанис Георгиу (1901-1902), Георгиос И. Дойчинис, Димитриос С. Котзаманис, Петър И. Дуванджиев (1902-1904), Атанас Икономов, Георгиос Хадзигеоргиу, Атанасиос Г. Лепидис, Антониос Папаставру, Христо Митов (1904-1905), Атанас Икономов, Георгиос Хадзигеоргиу, Атанасиос Г. Лепидас, Атанасиос Папаставру, Христо Митов (1905-1906). Старейшините през 1892 година са Христо Митов, Тане Туши Яно, Йоанис Дончис, Христос Тр. Бошко, Христо Хаджидимитров, Георгиос Хадзигеоргиу, в 1895-1896 са Нанос Димитриу, Христос Трайо, Янос Тано, Димитриос Пападопулос, а в 1901-1902 Христо Тр. Бошко, Христо Хаджидимитров, Георги Хаджидимитров, Дионис Икономов, Йоанис Георгиу.